# Огневик хвостозубый
Огневи́к хвостозу́бый, или Фломоидес хвостозубый (лат. Phlomoides urodonta) — вид двудольных растений рода Огневик (Phlomoides) семейства Яснотковые (Lamiaceae). Впервые описан российским ботаником Михаилом Григорьевичем Поповым под названием Phlomis urodonta Popovbasionym; перенесён в состав рода Phlomoides Тишабаем Адыловым, Рудольфом Владимировичем Камелиным и М. А. Махмедовым в 1987 году.

## Распространение
Эндемик киргизской части Чаткальского хребта.

## Ботаническое описание
Гемикриптофит.
Соцветие колосовидное или мутовчатое.
Плод — орешек.
Близок виду Phlomoides kurpsaica; последний отличается от зопничка хвостозубого опушённой чашечкой цветка.